# Gea Veldhuizen
Cornelia Gerarda Martine Veldhuizen –conocida como Gea Veldhuizen– (2 de agosto de 1994) es una deportista neerlandesa que compitió en natación, en la modalidad de aguas abiertas. Ganó una medalla de plata en el Campeonato Europeo de Natación en Aguas Abiertas de 1993, en la prueba de 25 km.

## Palmarés internacional
| Campeonato Europeo | Campeonato Europeo      | Campeonato Europeo | Campeonato Europeo |
| Año                | Lugar                   | Medalla            | Prueba             |
| ------------------ | ----------------------- | ------------------ | ------------------ |
| 1993               | Slapy (República Checa) | Medalla de plata   | 25 km              |